# Rising Sun (album)
Az  Rising Sun egy 1986-os dub  lemez Augustus Pablo-tól.

## Számok
1. Dub Wiser
2. Hop I Land
3. Rising Sun
4. Fire Red
5. Jah Wind
6. Pipers of Zion
7. The Day Before the Riot
8. African Frontline
9. Melchesedec
10. Sign and Wonders

## Felvételek
- keverőmérnök : Noel Hearne & Scientist
- hangmérnök : Scientist & Phillip Smart
- producer : Augustus Pablo
- felvételek:  Channel One, Dynamic Sounds, Tuff Gong, HCF (New York, USA)

## Külső hivatkozások
- https://web.archive.org/web/20080430091418/http://www.roots-archives.com/release/1744